# Carl Christian Vilhelm Liebe
Carl Christian Vilhelm Liebe (30. november 1820 i Roskilde – 24. august 1900 i Frederiksdal) var en dansk højesteretssagfører og politiker (nationalliberal senere Højre). Han var søn af Caroline Frederikke Munck (1790-1866) og Georg Julius Johnssen Liebe (f. 1789 i Norge, d. 1866).

## Advokaten
C.C.V. Liebe vandt sit ry som advokat under Rigsretssagen i 1855. Han fik derefter en del adelige og fyrstelige som klienter. 

## Politikeren
Liebe var nationalliberal folketingsmand for Roskildekredsen fra 1861 til 1866. Han var kongevalgt medlem af Landstinget i 1866-1895. 
I 1869 trådte M.P. Bruun tilbage som formand for Landstinget. Da det trods ihærdige overtalelsesforsøg ikke lykkedes at få C.C.G Andræ til at stille op til posten, lod Liebe sig vælge til landstingsformand. I 1894 afløste Henning Matzen ham som formand for Landstinget.
Han er begravet i Roskilde. Blandt hans sønner var Otto Liebe, der kortvarigt var statsminister under Påskekrisen.

## Hæder
Liebe blev Ridder af Dannebrog 1857, Dannebrogsmand 1865, Kommandør af 2. grad 1875 og af 1. grad 1884. Han fik Storkorset i 1892 og blev gehejmekonferensråd 1895.

## Gengivelser
Der er rejst en mindesten ved Kysthospitalet på Refsnæs. Liebe er portrætteret af Carl Bloch 1886 (i familieeje; kopi på Christiansborg). Buste af Edvard Harald Bentzen 1874, i marmor 1896 i Folketinget. Træsnit af Georg Pauli 1876 og efter fotografi 1882. Litografi af I.W. Tegner 1889. Karikeret pennetegning 1894 (Frederiksborgmuseet). Litografiske tegninger af Knud Gamborg (sammesteds).